# Corinne Suter
Corinne Suter (født 28. september 1994) er en schweizisk alpin skiløber.
Hun tog guld både i styrtløb og i super-G under junior-VM i alpint 2014.
Hun repræsenterede Schweiz under de alpine verdensmesterskaber 2017 i St. Moritz, hvor hun blev nummer 12 i super-G.
Hun tog guld i styrtløb og sølv i super-G under VM i alpint 2021 i Cortina.